# Bertrand de Cosnac
Pour les articles homonymes, voir Famille de Cosnac.
Bertrand de Cosnac (vers 1310 à Cosnac - 17 juin 1374), évêque de Lombez, de Saint-Bertrand de Comminges puis de Tulle, juriste, trésorier et légat pontifical, cardinal au titre de Saint-Marcel (1371-1374), dit le cardinal de Comminges.

## Biographie
Natif de Cosnac près de Brive, il était le fils cadet d’Almodie de Malemort et de Guillaume de Cosnac. Entré chez les chanoines réguliers de saint Augustin, il fit ses études de droit canon à l’Université de Toulouse et devint prieur de son Ordre dans sa ville natale en 1337. 

### Le trésorier pontifical
Appelé à Avignon, par Clément VI, le 20 février 1347, Bertrand fut nommé par le pape trésorier de la Révérende Chambre Apostolique (le ministère des finances pontificales). La Peste Noire ayant laissé vacant le siège épiscopal de Lombez, il en devint l’évêque le 17 septembre 1348.

### Le juriste des papes
De 1349 à 1350, à la demande de Clément VI, pour préparer le mariage entre Guillaume III Roger de Beaufort et Aliénor de Comminges, l’évêque de Lombez fut chargé de s’occuper des transactions avec Cécile de Comminges, sœur de la future épousée, au sujet de la cession de sa vicomté de Turenne. 
Après maints allers-retours à Montpellier et en Catalogne, le 18 novembre 1349, l’évêque put annoncer au pape, que le projet de mariage entre Aliénor et son neveu Guillaume avait été accepté le jour précédent. 

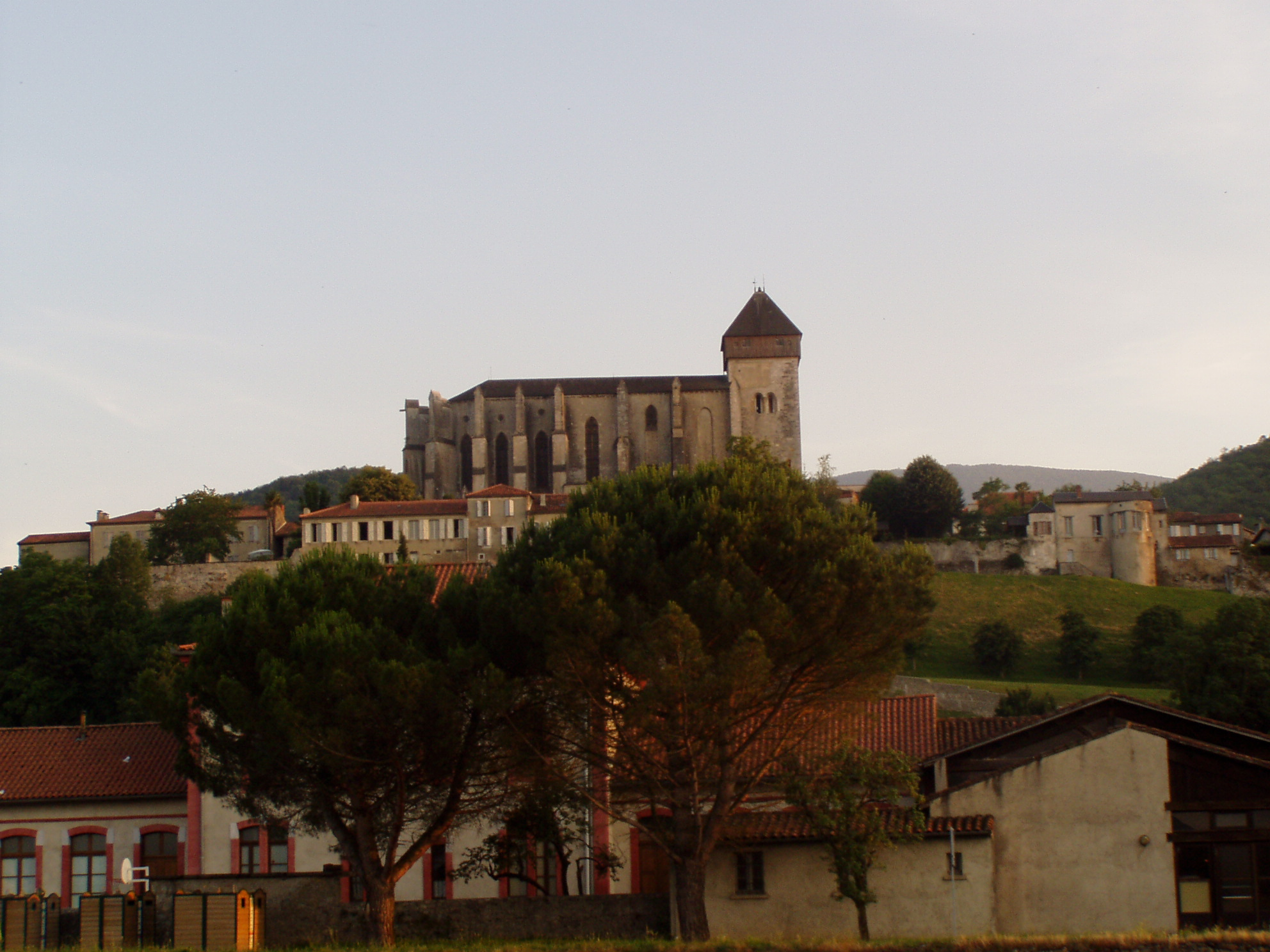
La cathédrale de Saint-Bertrand de Comminges, siège de l'évêché de la Licorne

Le 16 mars 1350, après le mariage, pour parapher les derniers actes, Bertrand de Cosnac fit un ultime voyage à Perpignan en compagnie de Hugues de la Roche, Maréchal de la Cour pontificale, procureur d’Aliénor. 
Son efficacité fut récompensée, le 17 octobre 1352, par Clément VI qui le plaça sur le siège épiscopal de Saint-Bertrand de Comminges, l’évêché de la Licorne. 
Au cours de l’automne 1363, en compagnie du cardinal Hugues de Saint-Martial, ce spécialiste du droit et des finances pontificales fut chargé par le cardinal Hugues Roger d’être son exécuteur testamentaire. 
Grégoire XI remercia ce juriste et ce financier qui avait si bien servi sa famille en le créant cardinal-prêtre, lors du consistoire du 30 mai 1371. Placé sur le siège épiscopal de Tulle (1371-1374), le cardinal reçut le titre de Saint-Marcel en mars 1372. Le pape en fit son chapelain et lui donna la charge d’auditeur de la Sainte-Rote.

### Le spécialiste des affaires ibériques
Par deux fois, en 1356, Innocent VI, puis en 1370, Urbain V, l’envoyèrent avec Agapito Colonna, évêque de Brescia, en légation dans la péninsule Ibérique. Les deux légats avaient pour mission de mettre un terme aux conflits dynastiques opposant les rois d’Aragon, de Castille et du Portugal. 
Grégoire XI, connaissant ses talents de négociateur, l’envoya à son tour en Aragon au cours de l’année 1374. Le cardinal de Comminges était chargé de régler le différend opposant Pedre IV le Cérémonieux et le clergé catalan auquel il refusait l’immunité ecclésiastique. 
Bertrand de Cosnac décéda à son retour, le 17 juin 1374, et fut inhumé dans l’église des dominicains d’Avignon.